# Sonnwendstein
Sonnwendstein är ett berg i Österrike.   Det ligger i förbundslandet Niederösterreich, i den östra delen av landet, 80 km sydväst om huvudstaden Wien. Toppen på Sonnwendstein är 1 448 meter över havet, eller 18 meter över den omgivande terrängen. Bredden vid basen är 0,27 km.
Terrängen runt Sonnwendstein är huvudsakligen lite bergig. Närmaste större samhälle är Gloggnitz, 9,0 km nordost om Sonnwendstein. 
I omgivningarna runt Sonnwendstein växer i huvudsak blandskog. Runt Sonnwendstein är det ganska tätbefolkat, med 75 invånare per kvadratkilometer.